# 6-os busz (Miskolc)
A miskolci 6-os buszjárat az Újgyőri főtér és Pereces kapcsolatát látja el.

## Története
Induló végállomásai sokszor változtak, de a külső mindig Pereces maradt. Indult már a Városház térről és a Dózsa György útról is, 1966. június 1. óta a Marx tér/Újgyőri főtérről indul. A vonalon munkanap napközben a csuklós MAN A40 Lion's City, Neoplan Centroliner N4522 és MAN SG 263 közlekedik, munkanap este és hétvégén pedig a szóló MAN A21 Lion's City.
2023.Okt.14-től előzetesen bejelentett utazási igény esetén éjszaka is közlekedik.
A két állomás közti távot 17-18 perc alatt teszi meg.

## Követési ideje
Hétköznap reggel 11-15 percenként,délután 20 percenként,völgyidőben fél óránként közlekedik.
Hétvégén délelőtt fél óránként,többi időszakban óránként közlekedik.

## Útvonala
| Újgyőri főtér – Pereces | Pereces – Újgyőri főtér |
| --- | --- |
| - Újgyőri főtér - Első utca - Vasgyári út - Andrássy út - Kiss tábornok út - Bertalan utca - Erenyő utca - Bollóalja utca - Erdő sor - Pereces | - Pereces - Erdő sor - Bollóalja utca - Erenyő utca - Bertalan utca - Kiss tábornok út - Andrássy út - Harmadik utca - Első utca - Újgyőri főtér |

## Megállóhelyei
| 0  | Újgyőri főtér végállomás                         | 18 | 1, 1A, 2 1, 9, 16, 19, 21, 29, 39, 53, 54, 67, 68, 101B |
| 1  | Újgyőri főtér (a Vasas Művelődési Központ előtt) | ∫  | 1, 1A, 2 1, 9, 16, 19, 21, 29, 39, 53, 54, 67, 68, 101B |
| 2  | Újgyőri piac                                     | 16 | 1, 1A, 2 1, 53, 54                                      |
| 4  | Bulgárföld városrész                             | 14 | 1, 1A 1, 53, 54                                         |
| 5  | Bertalan utca                                    | 12 |                                                         |
| 6  | Szarka-hegy                                      | 11 |                                                         |
| 7  | Homokbánya                                       | 10 |                                                         |
| 8  | MIK                                              | 9  |                                                         |
| 9  | Pünkösd-hegy                                     | 8  |                                                         |
| 10 | Kis-Erenyő                                       | 7  |                                                         |
| 11 | Nagy-Erenyő                                      | 6  |                                                         |
| 12 | Bollóalja                                        | 5  |                                                         |
| 13 | Debreczeni Márton tér                            | 3  |                                                         |
| 14 | Barátság tér                                     | 2  |                                                         |
| 15 | Erdő sor                                         | 1  |                                                         |
| 17 | Pereces végállomás                               | 0  |                                                         |